# 道脇綾子
道脇 綾子（みちわき あやこ、1946年11月 - ）は、留学生対象の元日本語教師。東京外国語大学名誉教授。

## 学歴
- 1969年3月　千葉大学教育学部卒業
- 2002年3月　東亜大学大学院総合学術研究科環境科学専攻修士課程修了

## 職歴
- 1969年4月　千葉大学留学生部物理学科助手
- 1971年6月　東京外国語大学外国語学部附属日本語学校講師
- 1983年10月 同助教授
- 1990年4月　東京外国語大学留学生教材開発センター教授
- 1992年4月　東京外国語大学留学生日本語教育センター教授（組織改変に伴う所属変更）
- 2009年3月　同退職

## 論文
- 「地域ゼロエミッションにおけるセメント産業の役割－セメント産業から見た環境問題－」　日本総合学術学会誌第3号　2004
- 「資源としてのゴミ－生ゴミ－」　広島大学留学生センター紀要第11号　2001
- 「電場を利用した科学教育」留学生日本語教育センター論集23号　1997